# Ятрань (село)
Я́трань (колишня назва — Когутівка) — село в Україні, в Підвисоцькій сільській громаді Голованівського району Кіровоградської області. Перейменовано Указом Президії Верховної Ради Української РСР «Про перейменування деяких сіл Кіровоградської, Одеської і Ровенської областей» від 30 грудня 1967 року, № 569-VII.

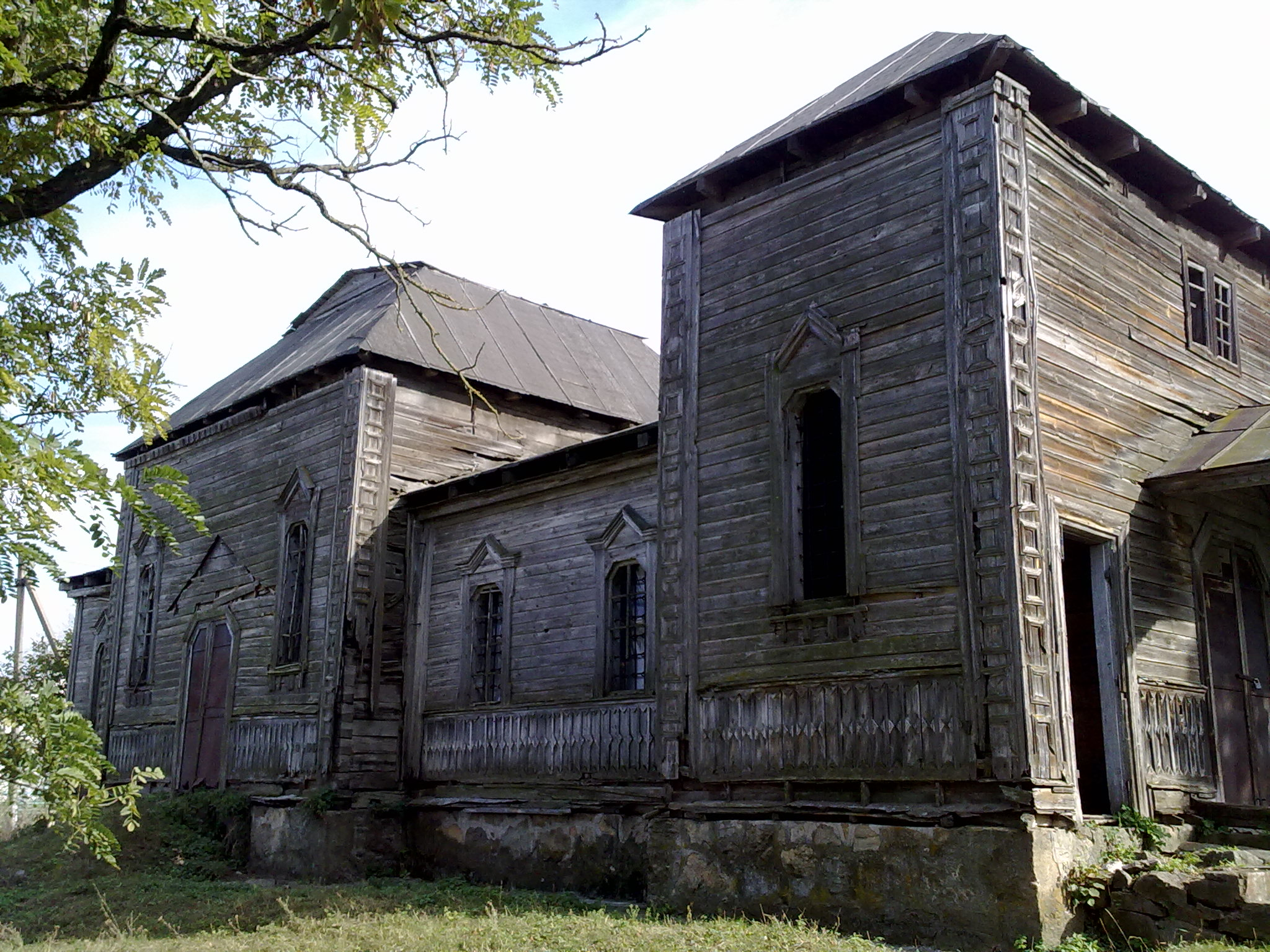
Пречистенська церква

Населення становить 417 осіб (станом на 2001 рік). Колишній орган місцевого самоврядування — Ятранська сільська рада.
В селі зберіглася дерев'яна Пречистенська церква (кін. ХІХ ст.) — пам'ятка архітектури місцевого значення.
Біля села розташований ландшафтний заказник загальнодержавного значення «Когутівка».

## Населення
Згідно з переписом УРСР 1989 року чисельність наявного населення села становила 380 осіб, з яких 171 чоловік та 209 жінок.
За переписом населення України 2001 року в селі мешкало 417 осіб.

### Мова
Розподіл населення за рідною мовою за даними перепису 2001 року:
| Мова       | Відсоток |
| ---------- | -------- |
| українська | 99,28 %  |
| російська  | 0,72 %   |